# 青森花火大会
青森花火大会(あおもりはなびたいかい）は、青森県青森市の青森港で行われる、青森県内では、最大規模の花火大会。正式名称は、｢青森ねぶた祭協賛 第○○回青森花火大会｣である。毎年、ねぶたの最終日の8月7日の夜に行われる。
ただし、青森市内で行われている2つの花火大会では、この花火大会のほうが歴史は新しい。
打ち上げの途中、ねぶたの海上運行があり、ねぶたと花火のコラボレーションがある。この、ねぶたとのコラボレーションが行われる花火大会は世界にはこの大会だけである。

## 大会概要
ねぶたが海上運行がされることが有名である。
内容は、19時に号砲があがり、スタートして、15分頃にねぶたが入港する。ねぶた運行中は、安全上、大きな花火を打ち上げることができない。(早打がメインになる。)45分ごろに、ねぶたが出港する。その後は、スターマインや打揚などの豪華なプログラムで進行していく。

## 海上運行
ねぶたの海上運行は、毎年、ねぶた大賞、知事賞、市長賞、商工会議所会頭賞、観光コンベンション協会会長賞を受賞した5台と海上運行推薦団体に選ばれた1台のねぶた、計6台のねぶたが運行する。
8月7日の昼運行終了後、選ばれた6台のねぶたは、浜町埠頭にてクレーン車で艀に乗せられる。6時30分頃、埠頭を出発し花火大会の会場の青森港に7時15分頃に入港する。
- 1949年（昭和24年）- 港祭りで海上運行が行われる。
- 1974年（昭和49年）- 艀不足のため海上運行 断念
- 1981年（昭和56年）- 海上運行 復活

田村麿賞（現 ねぶた大賞）、知事賞、囃子賞を受賞した3台のねぶたが運行した。
- 1982年（昭和57年）- 田村麿賞、知事賞、制作賞を受賞した3台のねぶたが運行した。（1989年まで）
- 1990年（平成2年）- 海上運行に参加するねぶたが5台に増えた。田村麿賞（1995年、ねぶた大賞に名称変更）、知事賞、市長賞、商工会議所会頭賞、制作賞（1994年、観光協会会長賞に名称変更）を受賞したねぶたが運行した。（1996年まで）

※市長賞、商工会議所会頭賞は1990年に新設された。
- 1997年（平成9年）- ねぶた大賞、知事賞、市長賞、海上運行賞（2台）を受賞した5台のねぶたが運行した。
- 1998年（平成10年）- ねぶた大賞、知事賞、市長賞、商工会議所会頭賞、海上運行賞を受賞した5台のねぶたが運行した。
- 1999年（平成11年）- ねぶた大賞、知事賞、市長賞、運行・跳人賞、海上運行賞を受賞した5台のねぶたが運行した。（2000年まで）
- 2001年（平成13年）- ねぶた大賞、知事賞、市長賞、商工会議所会頭賞、観光コンベンション協会会長賞（旧 観光協会会長賞）を受賞した5台のねぶたが運行した。
- 2002年（平成14年）- ねぶた大賞、知事賞、市長賞、商工会議所会頭賞、海上運行賞（2003年、海上運行推薦団体に名称変更）を受賞した5台のねぶたが運行した。（2007年まで）
- 2008年（平成20年）- 海上運行に参加するねぶたが7台に増えた。

ねぶた大賞、知事賞、市長賞、商工会議所会頭賞、観光コンベンション協会会長賞を受賞した5台のねぶたと海上運行推薦団体に選ばれた2台のねぶたが運行した。（2011年まで）
- 2012年（平成24年）- 海上運行の経費削減のため海上運行に参加するねぶたが5台に減った。

ねぶた大賞、知事賞、市長賞、商工会議所会頭賞を受賞した4台のねぶたと海上運行推薦団体に選ばれた1台のねぶたが運行した。（2013年まで）
- 2014年（平成26年）- 海上運行に参加するねぶたが6台のに増えた。

ねぶた大賞、知事賞、市長賞、商工会議所会頭賞、観光コンベンション協会会長賞を受賞した5台のねぶたと海上運行推薦団体に選ばれた1台のねぶたが運行した。（現在まで）

## 有料観覧席
有料観覧席は毎年大会経費が多くかかることから、2004年に有料席を設置した。初年度は、新中央埠頭のみ設置されたが、翌年度からは、青い海公園にも設置されるようになった。ちなみに、新中央埠頭のみ設置された初年度は、現在の青い海公園の観覧席は、協賛者席だった。全席パイプ指定席。

## アクセス
- JR青森駅から、徒歩10分。

### 交通規制
当日(大会直前)は、アスパム周辺とベイブリッチ･ラブリッチが交通規制されて、駅から、アスパム方面へ車で行くことはできない。

## 参照
1. ↑  ねぶた各賞紹介
2. ↑  席料の収入は、管理費や警備費やゴミ清掃費などに使われる。